# BMW X3
BMW X3 é a denominação de uma série de automóveis do tipo SUV fabricados pela BMW desde 2003.

## Galeria
- Primeira geração (2003-2010)
- Segunda geração (2011-2017)
- Terceira geração (2018-2024)
- Quarta geração (2024-presente)